# Niagara (North Dakota)
Niagara is een plaats (city) in de Amerikaanse staat North Dakota, en valt bestuurlijk gezien onder Grand Forks County.

## Demografie
Bij de volkstelling in 2000 werd het aantal inwoners vastgesteld op 57.
In 2006 is het aantal inwoners door het United States Census Bureau geschat op 53, een daling van 4 (-7,0%).

## Geografie
Volgens het United States Census Bureau beslaat de plaats een oppervlakte van
2,5 km², waarvan 2,4 km² land en 0,1 km² water. Niagara ligt op ongeveer 444 m boven zeeniveau.

## Plaatsen in de nabije omgeving
De onderstaande figuur toont nabijgelegen plaatsen in een straal van 28 km rond Niagara.